# Phaonia californiensis
Phaonia californiensis är en tvåvingeart som först beskrevs av Malloch 1923.  Phaonia californiensis ingår i släktet Phaonia och familjen husflugor. Inga underarter finns listade i Catalogue of Life.